# Municipio de Juchitán
El municipio de Juchitán es uno de los 85 municipios que conforman al estado de Guerrero, en el sur de México. Forma parte de la región de la Costa Chica de dicha entidad, su cabecera es la población de Juchitán.
Juchitán se creó a partir del Decreto n.º 206 publicado en el Periódico Oficial del Gobierno del estado, el viernes 5 de marzo de 2004 al segregarse del municipio de Azoyú; siendo un municipio de reciente creación en el estado de Guerrero.

## Geografía
Se encuentra al sureste del estado de Guerrero, en la región geo-económica y cultural de Costa Chica. Limita al norte con los
municipios de Marquelia y Azoyú; al este con el municipio Azoyú; al sur con los municipios de Azoyú, Cuajinicuilapa y Marquelia; al oeste con el municipio de Marquelia.
El municipio tiene una extensión aproximada de 254 km².
Sus coordenadas geográficas extremas son 98°47'17.88" W - 98°33'28.08" W de longitud oeste y 16°30'32.04" N - 16°39'46.08" N de latitud norte. La totalidad de la superficie del municipio está incluida dentro de la Sierra Madre del Sur, dentro de esta, en la planicie costera del Pacífico. 
Según la clasificación climática de Köppen, el clima corresponde al tipo Aw - Tropical seco.

## Demografía
De acuerdo a los resultados del Censo de Población y Vivienda de 2020 realizado por el Instituto Nacional de Estadística y Geografía, la población total del municipio es de 7559 habitantes, lo que representa un crecimiento promedio de 0.55% anual en el período 2010-2020 sobre la base de los 7166 habitantes registrados en el censo anterior. Al año 2020 la densidad del municipio era de 29,79 hab/km².
| Gráfica de evolución demográfica de Municipio de Juchitán entre 2005 y 2020 |
|                                                                             |
| Fuente: Instituto Nacional de Estadística Geografía e Informática           |

En el año 2010 estaba clasificado como un municipio de grado alto de vulnerabilidad social, con el 45.57% de su población en estado de pobreza extrema. Según los datos obtenidos en el censo de 2020, la situación de pobreza extrema afectaba al 20.6% de la población (1609 personas).

### Localidades
En el censo de 2020 el municipio de Juchitán contaba con 24 localidades.
| Código INEGI    | Localidad            | Población (2020) |
| --------------- | -------------------- | ---------------- |
| 120800001       | Juchitán             | 3 530            |
| 120800002       | Agua Zarca           | 1 119            |
| 120800006       | Carrizalillo         | 708              |
| 120800009       | El Aguacate          | 341              |
| 120800028       | Los Callejones       | 254              |
| 120800038       | San José el Capulín  | 236              |
| 120800029       | Los Pelillos         | 226              |
| 120800011       | El Coco              | 190              |
| 120800004       | Barrio Nuevo         | 185              |
| 120800037       | Rayito de Luna       | 180              |
| 120800024       | La Cuchilla          | 150              |
| 120800040       | Vista Hermosa        | 147              |
| 120800031       | Plan de Buena Vista  | 124              |
| 120800014       | El Zapotito          | 67               |
| 120800013       | El Rincón            | 63               |
| 120800012       | El Ranchito          | 11               |
| 120800032       | Rancho Cisneros      | 10               |
| 120800010       | El Cerrito           | 4                |
| 120800021       | Huerta Luisa Vázquez | 4                |
| 120800017       | Huerta Eloy Juanico  | 1                |
| 120800025       | La India             | 1                |
| 120800042       | La Loma              | 1                |
| Total municipal | Total municipal      | 7 552            |

## Política

### Cronología de presidentes municipales
| Período   | Presidente municipal                                 |
| 2005-2008 | Demetrio Guzmán Aguilar (presidente instituyente)    |
| 2009-2012 | Jesús Marcial Liborio (primer presidente electo)     |
| 2015-2018 | Alfonso Soriano Zavaleta (presidente municipal)      |
| 2024-2027 | Teodosio Martín Ávila Petatán (presidente municipal) |